# Гегузін Яків Овсійович
Я́ків Овсі́йович Гегу́зін (1918—1987) — фізик, доктор фізико-математичних наук (1960), професор (1962), лауреат премії ім. Петра Соболевського АН УРСР (1963).

## Життєпис

Могила на 3 міському кладовищі Харкова

1941 року закінчив Харківський університет, де й працював від 1950-го. В роки війни працював у авіаційній промисловості — в ливарному цеху заводу ФЕД. Пройшов шлях від майстра цеху до заступника головного металурга заводу. За цю роботу по закінченні війни нагороджений медаллю «За доблесну працю у Великій Вітчизняній війні 1941—1945 рр.».
Заснував кафедру фізики кристалів, якою й завідував від 1964 року. Розробляв нові напрями в царині технологій порошкової металургії, зокрема, із Володимиром Солунським.
Дослідження полягали в царині фізики реального кристала, як то —
- ріст кристалів,
- поведінка макроскопічних включень у кристалах в різних силових полях,
- взаємодія радіаційних випромінювань з кристалами,
- дифузія в об'ємі й на поверхні кристала.

Був членом наукових рад АН СРСР, Наукової ради з порошкової металургії при Державному комітеті з науки та техніки при Раді Міністрів СРСР, Міжнародного інституту науки про спікання.
Організовував всесоюзні конференції, симпозіуми та розширені семінари. Входив до складу редакційних колегій журналів «Порошкова металургія» та «Science of Sintering». Писав статті до таких видань, як «Природа», «Наука и жизнь», «Наука и человечество», «Квант».
В науковому доробку — 451 видання.
Нагороджений премією ім. Соболевського академії наук УРСР — за монографію «Макроскопічні дефекти в металах», Першою премією Міністерства вищої та середньої спеціальної освіти СРСР — за роботу «Дифузійна зона», премією ім. Я. І. Френкеля — за всі праці в області фізики спікання.
Залишив спогади про друга — українського поета Давида Каневського.

### Серед робіт
- «Макроскопічні дефекти в металах», 1962
- «Фізика спікання», 1967, 1984
- «Рух макроскопічних включень в твердих тілах», 1971, у співавторстві
- «Migration of Macroscopic Inclusions in Solids», Нью-Йорк, Лондон, 1973, у співавторстві
- «Physik der Sintern», Лейпциг, 1973
- «Дифузійна зона», 1979
- «Дифузійні процеси на поверхні кристала», 1984, у співавторстві